# Ste. Anne
Ste. Anne es un municipio rural canadiense situado en la provincia de Manitoba.

## Superficie
Ste. Anne tiene una superficie de 476,81 km².

## Demografía
En 2021, tenía 5584 habitantes, una densidad poblacional de 11,7 hab./km², y 2092 viviendas.